# SM U 26
SM U 26 byla ponorkou Císařského loďstva, sloužící v 1. světové válce. Dne 11. října 1914 torpédovala ruský křižník Pallada, který se poté potopil. V roce 1915 se jí podařilo potopit ještě další tři lodě.
Zmizela beze stop v srpnu 1915. Příčina jejího ztroskotání zůstala neznámá, stejně jako místo, kde se tak stalo. 

## Objevení po 100 letech

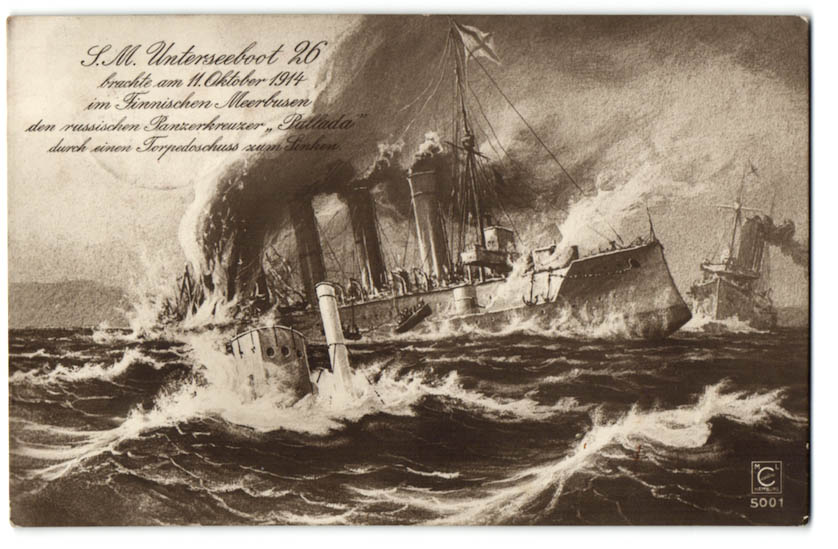
Německá pohlednice zachycující vítězný souboj U 26 s křižníkem Pallada

Po téměř sto letech byla ponorka, částečně zabořená do bahna, objevena skupinou finských potápěčů Badewanne u jihofinského města Hanko. Nachází se tak poblíž vraku křižníku Pallada, který zde byl nalezen v roce 2000. Podle tvrzení potápěčů se U 26 nachází ve velmi dobrém stavu. Její členové jsou přesvědčeni, že jde o nejlépe zachovanou německou ponorku, pocházející z tohoto období. Na zpomalení koroze podle nich měla vliv málo slaná voda Baltského moře.
Podle Badewanne se ponorce stalo osudným ruské minové pole, jehož smyslem bylo bránit Němcům v přístupu do Finského zálivu.